# Neoepiscardia epiforma
Neoepiscardia epiforma är en fjärilsart som beskrevs av László Anthony Gozmány. Neoepiscardia epiforma ingår i släktet Neoepiscardia och familjen äkta malar. Inga underarter finns listade i Catalogue of Life.